# Park Sang-won
Det här är en artikel om en person med koreanskt personnamn; Park är familjenamnet.
Park Sang-won (koreanska: 박상원), född 14 september 2000, är en sydkoreansk fäktare som tävlar i sabel.

## Karriär
Park Sang-won tog guld i herrarnas lagtävling i sabel i samband med de olympiska fäktningstävlingarna 2024.